# Natrix maura
La Natrix maura è un serpente della famiglia Natricidae detto anche natrice o biscia viperina, per la sua somiglianza alla vipera, benché non sia velenoso.

## Descrizione
Nonostante gli esemplari adulti non arrivino quasi mai a superare il metro di lunghezza, il corpo è massiccio e, nella zona dorsale, è ricoperto da 21 file di squame molto carenate, disposte a formare un disegno cromatico complesso che varia per ogni individuo e nella cui regione frontale si mescolano i colori verde, grigio, giallo e nero. I fianchi sono più chiari, di colore giallastro, ma presentano diverse macchie scure che si estendono dal collo fino alla coda dell'animale. La regione ventrale è coperta da un'unica serie di squame ampie, che possono essere biancastre, gialle, marroni o rossicce e che generalmente presentano macchie di color marrone distribuite in modo irregolare. A partire dalla regione cloacale, la parte inferiore della coda è ricoperta da due file di squame embricate.

## Biologia

### Alimentazione
La natrice viperina  è un animale che sviluppa la sua attività generalmente nelle ore diurne, durante le quali sono attive anche le sue prede abituali, tra cui figurano una grande quantità di anfibi e alcuni pesci. La tecnica di caccia adottata varia a seconda della preda. Per catturare gli anfibi adulti, il serpente si nasconde sott'acqua, mimetizzato tra la vegetazione o i ciottoli del fondo, e rimane immobile finché la vittima non gli passa alla giusta distanza. A quel punto, con un movimento rapido, allunga la parte anteriore del corpo e la cattura con la bocca. I numerosi denti sottili presenti sulle mandibole sono inclinati verso l'interno, in modo da impedire la fuga alla preda. Se invece decide di cibarsi di girini, li cerca alacremente sul fondo di pozzanghere e zone d'acqua bassa.
Una volta catturata, la preda deve essere orientata in modo tale da poter essere inghiottita e cioè di testa; se così non fosse, il compito sarebbe pressoché impossibile, visto che, non trattandosi di un serpente velenoso, la vittima viene inghiottita viva. Alcune di queste prede possono scappare, se la natrice viperina non è capace di collocarle nella posizione adeguata per ingerirle.

### Riproduzione
L'accoppiamento avviene in primavera. In giugno, generalmente, le femmine fecondate si ritirano in cerca di un luogo in cui deporre le uova, il cui numero varia da 4 a 20 a seconda delle dimensioni e dello stato fisiologico della femmina. I piccoli nascono in agosto e misurano circa 20 cm. In Italia è una specie protetta e comunque non è minimamente pericolosa per l'uomo.

## Distribuzione e habitat

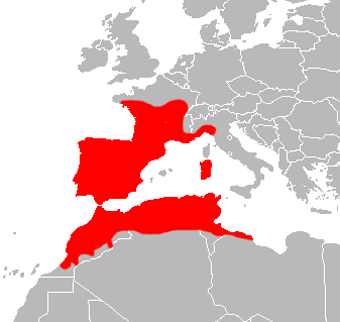
Area di distribuzione

La natrice viperina è un colubre mediterraneo diffuso in Spagna, Portogallo, nelle zone costiere mediterranee della Francia, in Marocco, in Tunisia ed introdotta e naturalizzata in Corsica  e nelle Isole Baleari. 
In Italia la specie è presente in tutta la Sardegna, nel Piemonte meridionale, nell'Oltrepò Pavese, nel Piacentino e in Liguria dove è comune dal confine con la Francia fino a Sestri Levante, tuttavia esistono alcune segnalazioni sporadiche anche nel Parco del Ticino. Vi sono segnalazioni di singoli esemplari anche più ad est e a sud dei suddetti territori, fino in Umbria (lago di Corbara).